# Anthostema madagascariense
Anthostema madagascariense är en törelväxtart som beskrevs av Henri Ernest Baillon. Anthostema madagascariense ingår i släktet Anthostema och familjen törelväxter.
Artens utbredningsområde är Madagaskar. Inga underarter finns listade i Catalogue of Life.